# ファーリヤーブ州
ファーリヤーブ州（ファーリヤーブしゅう、ペルシア語: فارياب）は、アフガニスタン北部の州である。アフガニスタン屈指の大麦の産地で、小麦やトウモロコシやグレープフルーツなどを産出する。アフガニスタンの中でも特にウズベク人が多い地域であり、トルクメニスタンへの玄関口の1つでもある。ファリヤーブ県、ファールヤーブ、ファリヤブ県と表記されることもある。面積は2万798平方キロメートル（34州中9位）、総人口94万8000人（34州中8位）、人口密度46人/平方キロ（34州中16位）。州都はマイーマナ。

## 地理
日本の四国（1万8301平方キロメートル）より大きい州である。州の3割が平地で、北部（カラムクル、アンドフボイ、ハーニ・チャールバーグ）にはトルクメニスタンのカラクム砂漠から続く砂漠がある。ダウラターバードから南はヒンドゥークシュ山脈の外縁部の高地がある。高地には所々に盆地や谷があり、山脈から幾筋もの川が流れてきて集まり西や北に流れていく。比較的大きな盆地や谷は西から順にカイサール、アルマール、マイーマナである。その北にはトルクメニスタンのカラビリ高地（英語: Karabil ）がある。マイーマナの東は山脈から北に向かって長い川筋の谷がビルチラーグからシーリーン・タガーブを経てダウラターバードまで伸びている。高地の南はヒンドゥークシュ山脈が東西に連なっており、ビルチラーグ（前述）はマイーマナより高い所にある。グルジーワーンはビルチラーグよりさらに高い所にあり、そこからさらに登るとコーヒスターンがある。なおバードギース州のゴールマーチはカイサールの西にあり、盆地と盆地の間を南北に仕切る丘のようになっている。
- 川沿いの平野
- 山の中の村
- マイーマナ市

## 歴史

### 古代
4世紀頃のファーリヤーブ州はクシャーノ・サーサーン朝の領域で、マイーマナではドラクマ銀貨が見つかっている。

### 近代
1750年、サドーザイ朝のアフマド・シャー・ドゥッラーニーがマイーマナを占領した。1849年ごろのマイーマナはウズベク人のアミールが治めるトルキスタンの独立した街で、バーラクザイ朝のドースト・ムハンマド・ハーンやペルシャのガージャール朝が攻めて来たが独立を守った。しかし1884年、バーラクザイ朝のアブドゥッラフマーン・ハーンがマイーマナを占領した。

### 冷戦時代
ファーリヤーブ州は1950年頃はマイーマナ州だったが、1964年4月に現在の名前になった。

### 冷戦終結後

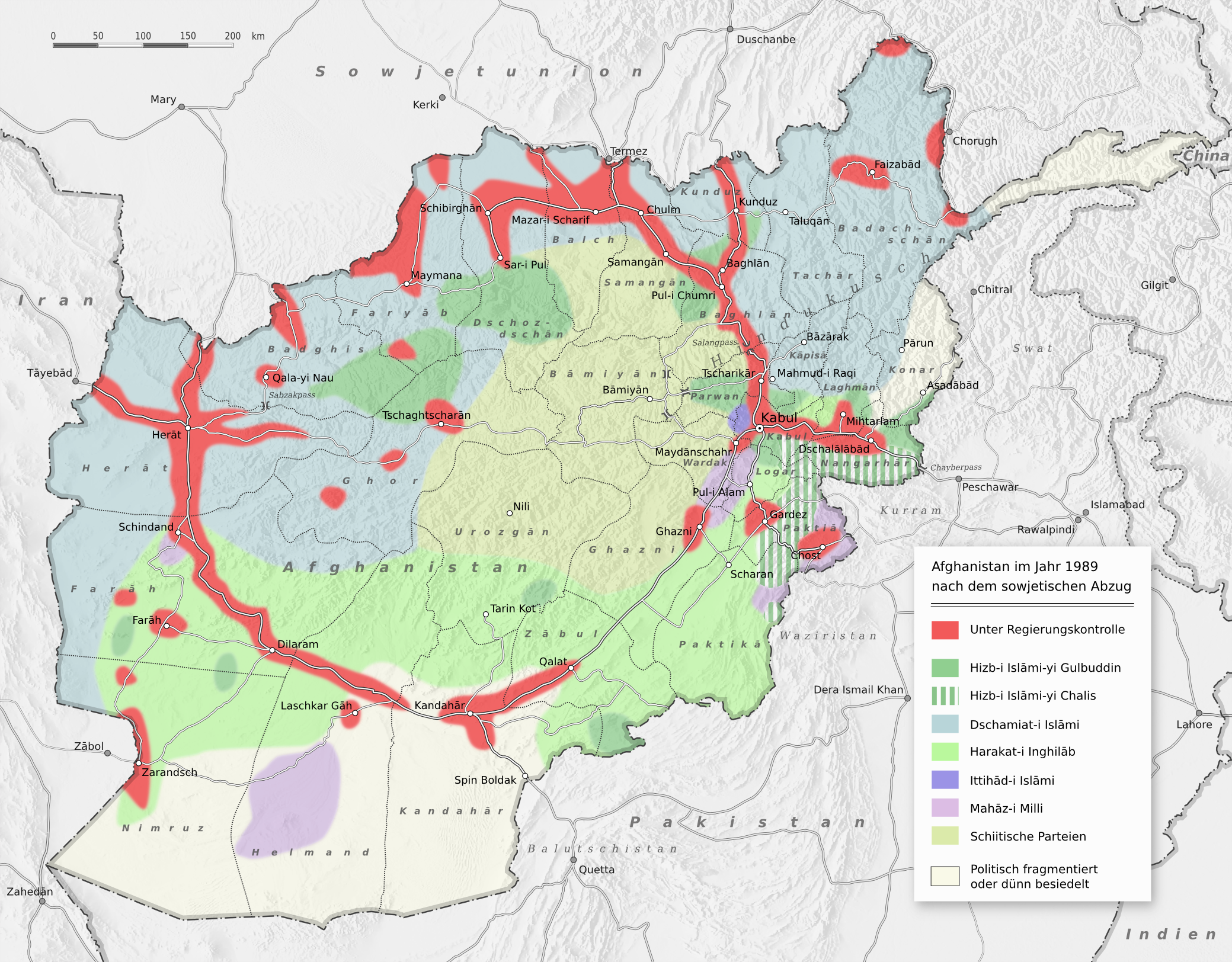
1989年のアフガニスタンの状況。赤が政府支配地、薄い青がイスラム協会、濃い緑がイスラム党、薄い緑がシーア派政党

1989年にソ連軍がアフガニスタンから撤退しても、ムハンマド・ナジーブッラーが率いるカブールの共産党政権はなんとか持ちこたえていた。共産党政権はムジャヒディーンに対抗するために、民兵を組織して幹線道路を守らせた。民兵の中心はアフガニスタン北部や北西部出身のウズベク人で、ジョウズジャーン州のラシッド・ドスタムやファーリヤーブ州のアブドゥル・マリクなどが率いていた。しかし1991年にソビエト連邦が崩壊すると民兵に動揺が走った。1992年、ドスタムは共産党政権を見限ってアフガニスタン北部最大の都市マザーリシャリーフで自立し、カブールの共産党政権を倒したがすぐに内戦が始まった。ドスタムは総兵力5万人を擁し、ジョウズジャーン州やバルフ州を中心に支配地域を作り上げた。ドスタムの支配地域は宗教的に寛容で、対外的にも一種の独立国のようになっており、ウズベク人が多いファーリヤーブ州もその一部だった。アフガニスタンではその後ターリバーンが誕生し、内戦は三つ巴の戦いとなった。

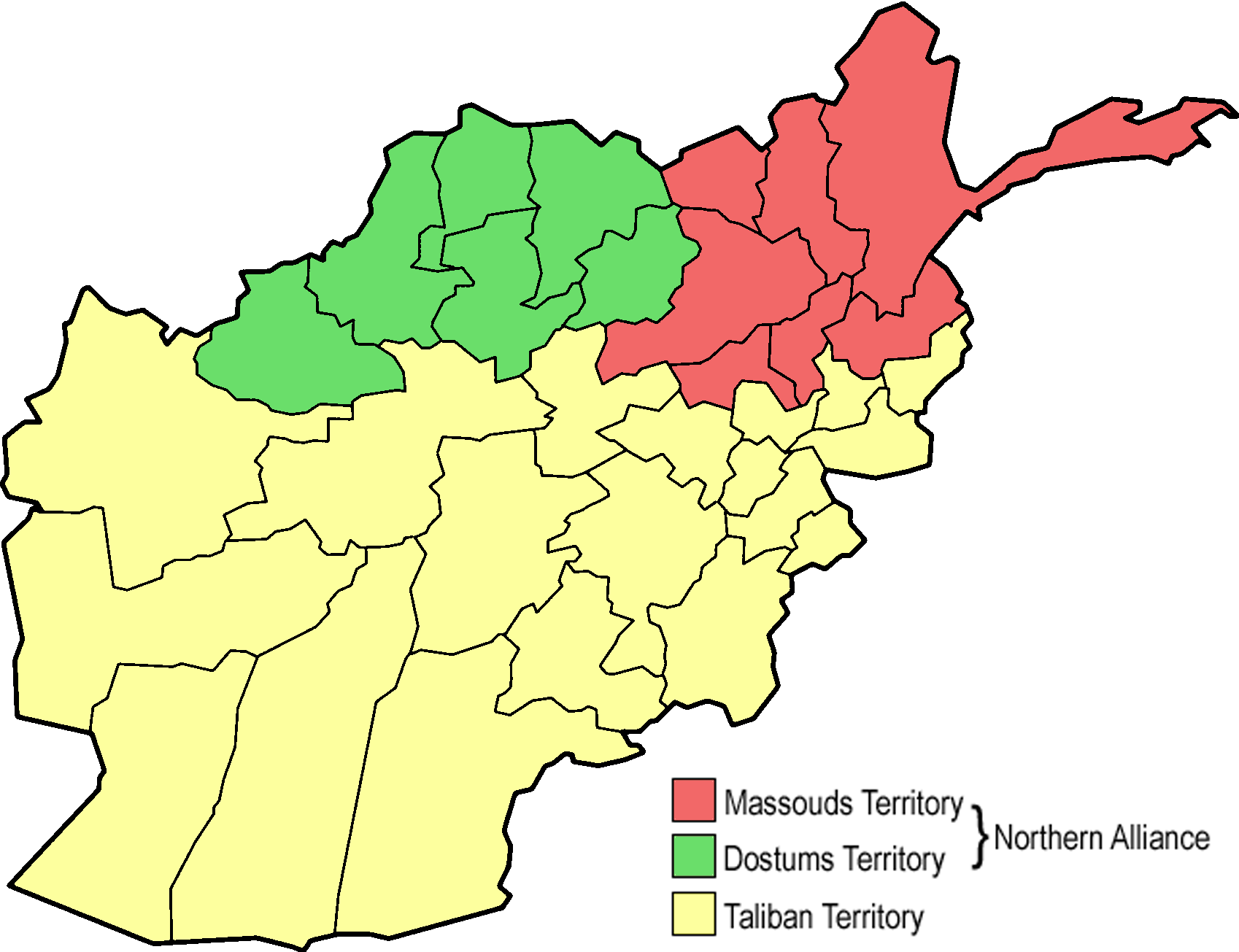
1997年のアフガニスタンの状況。赤がマスード派、緑がドスタム派、黄がターリバーン

1996年、ターリバーンはドスタムやイスラーム統一党の協力を得て、6月にファーリヤーブ州の南隣のゴール州のイスラム協会軍を蹴散らし、9月にはカブールを占領した。それを見たドスタムらは今度はイスラム協会軍と協力して、ターリバーンと戦い始めた。しかしドスタム軍の内部ではドスタムとマリク将軍が激しく対立していた。1997年5月、ターリバーンはマリク将軍と協力してマザーリシャリーフを占領し、ドスタムはトルコに逃亡した。しかしすぐに両者は対立し、ターリバーンは大敗してマザーリシャリーフを追われた（第一次マザーリシャリーフの戦い）。9月、ターリバーンはマザーリシャリーフに再度侵攻してきたが、マリク将軍が避難している間にドスタムがトルコから戻ってきてターリバーンを撃退した。11月、ドスタムはマリク将軍を攻撃し州都マイーマナを占領したので、マリク将軍はトルクメニスタンに逃亡した。12月、ターリバーンはバードギース州の州都を占領し、ファーリヤーブ州に侵攻してきたがドスタムに撃退された。その際、ターリバーンはカイーサール郡でパシュトゥーン人の民間人を虐殺し、民族浄化を行ったという説がある。1998年6月、ドスタムはバードギース州の州都を占領しヘラートに向かったが、逆襲されてファーリヤーブ州やジョウズジャーン州を失った。8月にはマザーリシャリーフまでもが陥落し（第二次マザーリシャリーフの戦い）、ドスタムの支配地域は崩壊した。同年、アフガニスタン北東部で地震や旱魃が続き、数千人が死亡した。1999年からは国際連合の制裁が始まり、それに反発したターリバーンは2001年2月、バーミヤーン州の仏像を破壊して力を誇示した。

### アメリカ同時多発テロ事件以降

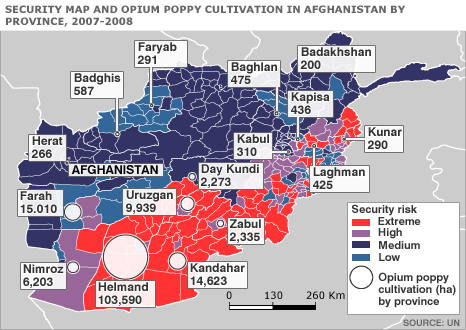
2007年の治安状況。危険は低いが麻薬栽培が行われている

2001年9月、アメリカ同時多発テロ事件が起きた。10月にはアメリカ合衆国がアフガニスタンに侵攻し、有志連合や北部同盟と共に戦闘を開始した。ドスタムは北部同盟に加盟し、イスラム協会のアタ・モハマド・ヌールと協力して、11月にアフガニスタン北部からターリバーンを追い払った。ドスタムは北部を再び支配しようとしたが、アタもまた野心を持っていた。ドスタムとアタは約2年間、バルフ州やその周辺で小競り合いを続けた。2003年10月、戦闘は本格化し数十人の死者が出た為、国際社会や政府は2人の戦争卿（英語: warlord）に圧力をかけて戦争を中止させた。調停の結果、ドスタムはバルフ州からは手を引いたが、国際社会と政府は武装解除・動員解除・社会復帰（DDR）を進めて、ドスタムとアタから兵士や武器を取り上げた。治安維持は国際治安支援部隊（ISAF）が行うことになり、第一段階として2003年12月からアフガニスタン北部で活動を開始した。ファーリヤーブ州の担当はノルウェイ軍が指揮するマイーマナ地方復興チームで、2004年から任務を開始した。更に政府はドスタムの支配地域を解体しようとした。怒ったドスタムは2004年4月に州都マイーマナを占領して抗議したが、あまり効果はなかった。ドスタムは国防次官を解任されそうになったので、辞職して2004年の大統領選挙に出馬し、ファーリヤーブ州では圧倒的な1位の約23万票（約73%）を獲得した。2005年3月、カルザイ大統領はドスタムを参謀総長に任命したが、軍閥解体の動きは続いた。2007年5月にドスタムの本拠地のジョウズジャーン州で知事の部下がドスタム派のデモ隊に発砲し数十人の死傷者が出たので、ファーリヤーブ州でも緊張が走った。
2005年9月、第一回の下院選挙（Wolesi Jirga）と州議会選挙が行われた。2007年、戦争は激しさを増し、自爆テロや無差別爆撃によってISAFや民間人に多数の犠牲者が出た。ファーリヤーブ州の治安は比較的良好だったが、麻薬栽培やドスタム派の問題があり、ターリバーンによるIED攻撃も始まった。2008年は雨不足で穀物が不作だったので、アフガニスタン北部や北西部、中央高地などで食料価格が上昇し、出稼ぎや難民が発生した。同年、ターリバーンの拠点があるバードギース州のゴールマーチ郡をファーリヤーブ州の管轄とし、イタリア軍をドイツ軍やノルウェイ軍が支援することにした。ゴールマーチ郡に隣接するカイサール郡は州内で二番目に人口が多いので、地形的に一体感のあるゴールマーチ郡を守ることが防衛上必要である。

### 第二回大統領選挙後
2009年には第二回の大統領選挙が行われ、ファーリヤーブ州ではドスタムが応援するカルザイ大統領（約60％）がアブドラ・アブドラ元外相（約30％）を押さえて1位になった。2010年、第二回の下院選挙と州議会選挙が行われたが、戦争は更に激しくなりISAFや民間人の死傷者が急増した。またアメリカ人牧師がコーランの焚書を行ったせいで、アフガニスタンの国民感情が悪化し、ファーリヤーブ州の警察官が米兵に発砲する事件が起きた。2011年5月、パキスタンでアメリカ軍がウサーマ・ビン・ラーディンの殺害に成功した。しかし2011年以降、ファーリヤーブ州でも自爆テロが頻発し、多数の死傷者が出た。2011年12月、中国石油天然気集団（CNPC）はファーリヤーブ州などで石油開発を始めた。2012年9月、ノルウェイ軍はファーリヤーブ州の治安権限をアフガニスタン軍に委譲し、バルフ州に撤退した。しかし基地の設備はもぬけの殻で、譲り受けたアフガニスタン軍の士気は高くないという。

### 第三回大統領選挙後
2014年4月、第三回の大統領選挙が実施され、ドスタムを第一副大統領候補に指名したアシュラフ・ガニー元財務大臣が州内で最多得票（約65％）を得た。5月、トルクメニスタン軍がゴールマーチ郡から越境してきた武装集団に襲撃され、兵士3人が死亡した。武装集団の国籍はウズベキスタン人とトルクメニスタン人であり、兵士からカラシニコフや大口径の機関銃を奪って逃走した。武装集団はISAF撤退を機にトルクメニスタンからアフガニスタンを攻撃しようとしていると言う説がある。一方、ターリバーンはアフガニスタン政府の謀略を主張し、アフガニスタン・トルクメニスタン国境の緊張度が高まった。12月、ISAFが終了し多国籍軍は確固たる支援任務に移行し、治安はアフガニスタン軍や警察が独力で維持することになった。
2015年、イスラム国はパリ同時多発テロ事件などを起こし、世界中にテロ活動の輪を広げていた。1月、ターリバーンの一部がイスラム国に寝返って「ホラサン州」(ISIL-K)の設置を宣言したので、治安当局はターリバーンがイスラム国に鞍替えするのではないかと警戒した。特にドスタム第一副大統領はタジキスタン、ウズベキスタン、中国、チェチェンなどの外国人兵を非常に警戒していた。またアフガニスタンの15州でパキスタンの軍統合情報局が反乱を先導していると考えていた。ドスタムは2015年から2016年にかけて、ファーリヤーブ州などの自らの政治基盤を自費を投じて回り、軍隊を動員してターリバーンを追い払い、存在をアピールした。ターリバーンとの戦いにはドスタム派の民兵「Hashmat」も参加し、パシュトゥン人の住民を協力者とみなして暴行・殺害し、アフガニスタン軍もそれを傍観・黙認した。7月、ターリバーンは州西部のアルマール郡の市場で政府軍車両を狙った自爆テロを行い、市民ら19人以上を殺害、30人以上を負傷させた。8月、ドスタム第一副大統領の督戦の元で、治安軍がチャハール・シャンベ（Chahar Shanbe）のターリバーンを一掃した。チャハール・シャンベはアジアハイウェイ76号線（マザーリシャリーフ・ヘラート高速）沿いの町で、バードギース州のゴールマーチ郡（Ghormach）と州西部のカイサール郡（Qaisar）の間にあり、１年以上に渡ってターリバーンに占領されていた。10月、ターリバーンが全国で攻勢に出て、州都マイーマナを攻撃しアフガニスタン軍や民兵と戦闘になった。同月、アメリカ合衆国のバラク・オバマ大統領はアメリカ軍の完全撤退を断念した。
2016年12月、ドスタムと5人のボディーガードがジョウズジャーン州元知事のアハマド・イシュチ（Ahmad Eshchi）をブズカシの会場から拉致監禁し、銃を使って性的に暴行した事件で訴えられた。2017年5月、ドスタムはトルコに出国した。7月、ドスタム派のカイサール郡警察の長官が銃撃戦の末に軍に逮捕された。ニザムッディン・カイサール（Nizamuddin Qaisari）は郡警察の長官で反乱鎮圧部隊の指揮官だったが、私兵を抱えて人権侵害をしており、反逆の容疑もかけられていた。陸軍は会議のために陸軍基地を訪れた際に特殊部隊を使って逮捕しようとしたが、ボディーガードが抵抗して銃撃戦になった。ドスタム派（Junbish-e-Milli党）は微罪逮捕・国策逮捕に反発して、ファーリヤーブ州だけでなく、バルフ州やジョウズジャーン州、サーレポル州、サマンガーン州などで政府庁舎の閉鎖、国境交通の遮断、工場電力の遮断などの抗議活動・暴動を起こした。
2017年8月、隣接するバードギース州のゴールマーチ郡（Ghormach）の陸軍基地（通称チャイニーズ・キャンプ）がターリバーンに20日間包囲された。またカラムクル郡からフワージャ・サブズ・ポーシ・ワリー郡までのマイーマナ・アンドフボイ高速沿いでもターリバーンが攻勢に出ており、住民に深刻な被害が出ていた。同月、アメリカ合衆国のドナルド・トランプ大統領は状況の悪化を防ぐために増派を決定した。10月、アフガニスタン政府の支配地域は407郡中231郡（57％）にすぎないことが判明した。政府とターリバーンは122郡（30％）の支配を争っており、ターリバーンが54郡（13％）を支配していることが分かった。ターリバーンの支配地域は2015年11月から2017年8月の間に倍増しており、紛争地域も1.4倍増加した。ウルズガーン州（7郡中5郡）やクンドゥーズ州（7郡中5郡）、ヘルマンド州（14郡中9郡）はほぼターリバーンに支配されていた。2017年7月、イスラム国の兵士がアフガニスタンとトルクメニスタンの間を移動していることが確認された。10月、イスラム国の首都ラッカが陥落した。12月、イスラム国は近隣のジョウズジャーン州ダルザーブ郡（Darzab）に基地を建設し、ターリバーンと戦闘を続けていた。
2018年3月、マイーマナ・マザーリシャリーフ間の高速道路は１年間使用不能になっていた。州内ではウズベク系・トルクメン系のイスラム民族運動の民兵とタジク系のイスラム協会の民兵が頻繁に衝突しており、アフガニスタン政府と民兵の関係も悪化していた。タジク系の民兵の一部はターリバーン側に付き、ターリバーンは州都周辺の郡で攻撃を活発化させた。ジョウズジャーン州のイスラム国が州内に侵入する可能性もあった。同月、確固たる支援任務の北部訓練助言支援コマンド（TAAC-North）はドイツ軍の大佐をマイーマナに駐在させて陸軍第209軍団や第707国家警察、第808国家警察に対して助言や訓練を行う事にした。2018年5月、ダルザーブ郡に隣接するビルチラーグ郡（Bilchiragh）がターリバーンに占領された。6月、ターリバーンはコーヒスターン郡（Kohistan）を攻撃し、郡長を殺害した。同月、2年間の訓練を受けてきたカブール航空団の機動中隊はファーリヤーブ州の特殊部隊に対して、セスナ 208で900ポンドの物資を空中投下した。8月、2017年に引き続き隣接するバードギース州のゴールマーチ郡のチャイニーズ・キャンプ基地が1000人のターリバーンに包囲され、孤立無援で陥落した。同月、ビルチラーグ郡（Bilchiragh）が補給不足で再び占領された。月末、陸軍はカイサール・アルマール間とマイーマナ・ジョウズジャーン間の高速道路の基地を放棄して中心部に撤退した。撤退は困難を極め、ゴールマーチ郡からカイサール郡に撤退する大規模な輸送部隊がターリバーンに待ち伏せ攻撃を受けた。一方、アフガニスタン軍はコーヒスターン郡の奪還には成功した。この作戦は陸軍第５特殊作戦大隊（SOK）と特命旅団（NMB）が行ったもので、陸軍（ANA）や地域警察（APL）、特命航空団（SMW）やアメリカ軍特殊部隊の支援を受けた合同作戦だった。 
10月、延期されていた第三回の下院議員選挙が行われた。2018年の調査によると、州政府や民主主義に満足している住民は約４割で、かつては自立に前向きだった女性も自信を失っていた。治安上の理由で約8割の住民が投票に行くのは怖いと感じており、住民感情が国内最悪の水準に低下した。12月、グルジーワーン郡（Gurziwan）がターリバーンに攻撃され、郡警察の長官が殺害された。
2019年3月、州都マイーマナなど州内の大半の郡がターリバーンの包囲下にあり、激しい戦闘が行われアフガニスタン軍に多数の戦死者が出ていた。5月、ダウラターバード郡（Dawlat Abad）でターリバーンが空爆された。6月、１年以上ターリバーンに占領されていたビルチラーグ郡（Bilchiragh）が奪還された。同月、確固たる支援任務に従事するアメリカ軍の特殊部隊員（第10特殊部隊グループ）が戦死した。8月にもアメリカ軍の特殊部隊員（第7特殊部隊グループ）が戦死した。7月、アンドフボイ（Andkhoy）・アキナ税関（Aqina）間の鉄道建設が始まった。この鉄道は将来的にトルクメニスタンのレパブ州ケルキにつながる予定である。

### 第四回大統領選挙後
2019年9月、第四回の大統領選挙が実施された。しかし13郡中7郡（ダウラターバード郡、シーリーン・タガーブ郡、アルマール郡、フワージャ・サブズ・ポーシ・ワリー郡、ビルチラーグ郡、グルジーワーン郡、コーヒスターン郡）では選挙を行うことが出来なかった。同月、グルジーワーン郡（Gurziwan）で戦闘が行われ、市民が空爆の巻き添えになった。
2019年12月、バルフ州でアフガニスタン治安軍がニザムッディン・カイサリ（Nizamuddin Qaisari）の自宅を急襲した。カイサリの自宅には150人の私兵が居り、政府軍は180人の警官と60人の特殊部隊を動員してヘリコプターを使って急襲したが戦闘は20時間続き、カイサリを捕らえることは出来なかった。
2021年3月、アフガニスタン政府の治安部隊とターリバーンの戦闘が34州中20州で続き、ファーリヤーブ州でも激しい戦闘が行われた。同月、アルマール郡の郡警察の長官モハマド・アミン・パタン（Mohammad Amin Patang）がターリバーンに寝返った為に中心都市がターリバーンに占領された。4月、ガニー大統領が新知事を指名したが、ドスタム派は地域を知らない他所者であるとして就任に反対した。5月、ガーニ大統領が任命した新知事のMohammad Daud Laghmani が赴任したが、ドスタム派は納得せず州都マイーマナでデモを繰り広げ、北部6州でデモを行うと宣言した結果、新知事は陸軍基地から一歩も外に出ることが出来ないままカブールに帰任した。
6月16日、Dawlat Abad地区に進出したアフガニスタン軍コマンド部隊がターリバーンに包囲され壊滅、隊員のうち少なくとも24人が戦死した。地区は既にターリバーンによって支配されていた。。
6月19日、Khwaja Sabz Posh地区はターリバーンに制圧された。
6月20日、Kohistan地区が陥落し、アフガニスタン治安部隊はターリバーンに降伏した。
6月23日、Andkhoy地区はターリバーンに制圧された。25日にアフガニスタン軍は同地区に進出し奪還を宣言したものの、翌26日には1000人以上のターリバーン戦闘員が現れ、激しい戦闘や空爆でバザールや家屋が破壊されたのち、再びターリバーン側に陥落した。
6月24日、ターリバーンはQurghan地区とBilchiragh地区、Gurziwan地区、Qaramqol地区を制圧した。
6月25日、アフガニスタン軍はKhani Charbagh地区でターリバーンを掃討したと発表した。

## 行政区分
1市13郡を擁する。
1. Almar（アルマール郡[4]）

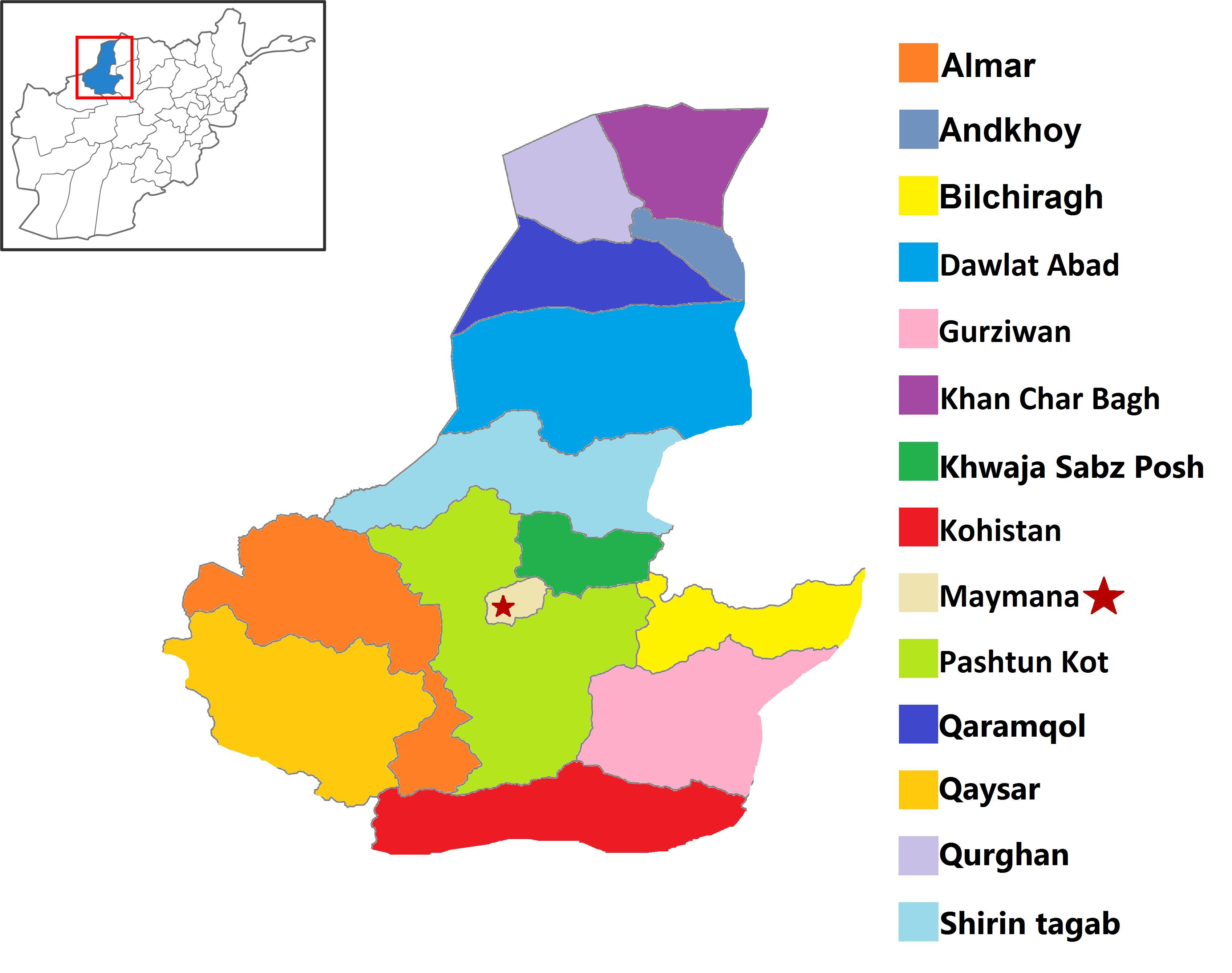
ファーリヤーブ州の郡

2. Andkhoy（アンドホイ郡） - アンドホイ
3. Bilchiragh（ビルチラーグ郡[4]）
4. Dawlat Abad（ダウラターバード郡[4]）
5. Gurziwan（グルジーワーン郡[4]）
6. Khani Charbagh（ハーニ・チャールバーグ郡[4][100]）
7. Khwaja Sabz Posh i Wali（フワージャ・サブズ・ポーシ・ワリー郡[4]）
8. Kohistan（コーヒスターン郡[4]）
9. Maymana - （州都: マイーマナ（英語版））[4] - マイアナ
10. Pashtun kot（パシュトゥーン・コート郡[4]）
11. Qaram Qul（カラムクル郡[4]）
12. Qaisar（カイサール郡[4]）
13. Qurghan（クルガーン郡[4]）
14. Shirin Tagab（シーリーン・タガーブ郡[4]）

### 都市
人口が最も多いのは南部のパシュトゥーン・コート郡（約18万人）で、すぐ隣のカイサール郡（約14万人）にも多くの住民が居る。

## 産業

### 農業
| 種類             | 生産量       | 順位 |
| ---------------- | ------------ | ---- |
| 小麦             | 32万9000トン | 4位  |
| 大麦             | 3万9096トン  | 2位  |
| とうもろこし     | 1万7820トン  | 6位  |
| グレープフルーツ | 8800トン     | 4位  |
| 綿花             | 55トン       | 12位 |
| アーモンド       | 50トン       | 20位 |
| 桃               | 25トン       | 16位 |
| りんご           | 19トン       | 28位 |

ファーリヤーブ州は農業が盛んで、農業収入が家計収入の半分（53％）を占めている。特に小麦（34州中4位）や大麦（34州中2位）、グレープフルーツ（34州中4位）の生産は全国的に見ても盛んで、トウモロコシ（34州中6位）もかなり生産されている。

### 鉱業
アフガニスタン北西部の地底にはトルクメニスタンから数百キロ続く広大なアムダリヤ堆積盆地（Armu Darya Basin）があり、天然ガスや石油が埋まっている。冷戦時代、アフガニスタンでも他の産油国と同じように資源開発が始まり、ファーリヤーブ州の東隣にあるサーレポル州を中心に油田が見つかった。ファーリヤーブ州でもザマードサイ油田（Zamurdsay）などの有望な油田が見つかり、ジョウズジャーン州では3つの有望なガス田が見つかった。この地域の6大油田の推定埋蔵量は8800万バレルに達したが、その後の内戦で生産量はほぼゼロになり、新規開発も行われなくなった。8700万バレルの石油が20年以上も未採掘のまま残っていたアフガニスタン北西部の資源開発が再開したのは、2010年代に入ってからである。2011年12月、中国石油天然気集団（CNPC）がサーレポル州などで石油生産を始めた。

## 交通
ファーリヤーブ州には幹線道路のアジアハイウェイ76号線（マザーリシャリーフ・ヘラート高速）が走っており、ヘラートやカブールと繋がっている。現在、カイサール郡以降の舗装工事が進められている。また76号線はアンドフボイで一般道に接続し、トルクメニスタンと繋がっている。2019年7月、アンドフボイ・アキナ間の鉄道建設が始まった。この鉄道はレバプ州ケルキまでつながる予定であり、トルクメニスタン側の鉄道（ケルキ・イマームナザル間）は既に完成している。アンドフボイには2011年に完成したウズベキスタンとマザーリシャリーフ（バルフ州）間の鉄道の延伸計画もある。

## 治安
- 2006年2月 - ムハンマド風刺漫画掲載問題に対するデモが全国で発生。マイーマナでは暴徒化し、ISAFの基地に乱入（3人死亡、ノルウェイ兵5人他30人負傷）[110]。
- 2008年8月 - IEDが爆発（1人死亡、ラトビア兵3人・市民13人が負傷）[111]。
- 2010年1月 - 中国人技師2人等が誘拐（解放）[6]
- 2010年6月 -アルマール郡でISAF軍の車列をIEDが直撃（ノルウェイ兵4人が死亡）[112]
- 2011年4月 - マイーマナで国際クルアーン焼却日に激怒した国境警備隊の警察官がISAFに発砲（米兵2人死亡）[113]
- 2011年10月 - マイーマナで治安関係者の車列に対する自爆テロ（少年1人死亡、アフガニスタン国家保安局のSayed Ahmad Sadat 将軍など4人が負傷）[114]
- 2012年4月 - マイーマナで自爆テロ（米兵4人など14人が死亡、負傷多数）[115]
- 2012年10月 - モスクの祭りで自爆テロ（警察官など41人が死亡、56人が負傷）[116]
- 2013年2月 - レストランで爆発（5人死亡、7人負傷）[117]
- 2013年11月 - 仏NGOのアフガニスタン人職員を襲撃（6人死亡）[118]
- 2014年11月23日 - バレーボールの試合会場で自爆テロが発生。観客席にいた45人以上が死亡、60人が負傷。[119]。
- 2015年7月22日 - アルマル地区の市場で政府軍車両を狙った自爆テロが発生。市民ら19人以上が死亡、30人以上が負傷[48]。

## 住民

### 民族
ファーリヤーブ州で最も人口が多いのはウズベク人とパシュトゥーン人だと言われている。アフガニスタン北部の平原はトルコから新疆ウィグル自治区まで続くトルキスタンの一部である。ファーリヤーブ州はアフガニスタンの中でも特にウズベク人が多い地域の1つで、人口の半分以上（約54％）をウズベク語話者が占めている。その他にはタジク人とトルクメン人が続く。またクチ族やアイマーク人などの遊牧民も居るようである。

### 言語
ファーリヤーブ州の言語はウズベク語（54%）とダリー語（27％）が8割を占め、パシュトゥー語（17％）が続く。識字率は18％である。

### 主な出身者
- アブドゥル・マリク